# Sezessionskrieg im Südsudan
Der Sezessionskrieg im Südsudan war der bewaffnete Kampf um Autonomie bzw. Unabhängigkeit des Südsudans vom Sudan. Dabei kämpften Rebellen im Südsudan für eine stärkere Selbstbestimmung, wogegen die Zentralregierung des Sudans unter Einsatz der Armee und Milizen vorging. Der erste Bürgerkrieg dauerte von 1955 bis 1972, der zweite Bürgerkrieg von 1983 bis 2005. Gründe für den Konflikt waren die historischen Beziehungen zwischen Süd- und Nordsudan, wirtschaftliche Interessen an den natürlichen Ressourcen des Südens, ethnische und religiöse Disparitäten und die mangelnde politische Teilhabe des Südsudans sowohl in der eigenen Region als auch im Gesamtstaat.

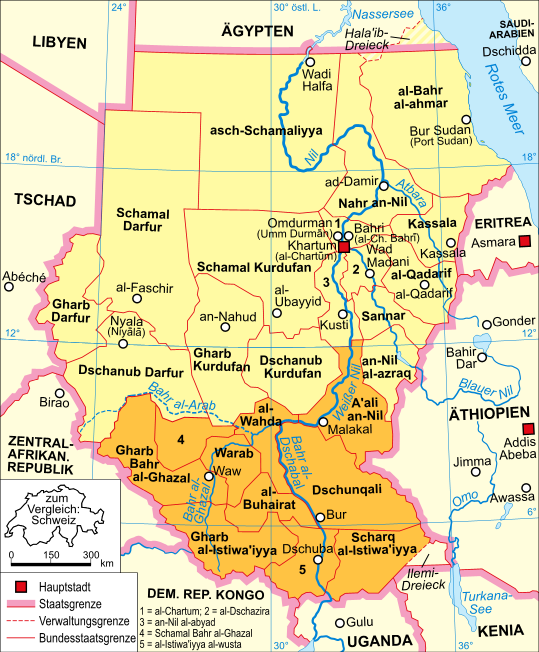
Bundesstaaten des Südsudan

## Vorgeschichte
Die Bevölkerung des Nordsudan ist zum Teil arabisch, islamisch und hellhäutiger, während die Bevölkerung des Südens hauptsächlich christlich oder traditionell religiös ist und aus schwarzafrikanischen Völkern wie den Nuba, Dinka, Nuer etc. besteht. Manche relativ hellhäutige Nordsudanesen betrachten sich als Araber den dunkelhäutigen Südsudanesen überlegen.
Historisch jagten Sklavenhändler aus dem Nordsudan im Südsudan Sklaven. Unter anderem um dies zu unterbinden, verwaltete die Kolonialmacht Großbritannien den Norden und den Süden getrennt. Im Süden wurde etwa Englisch statt Arabisch als Amtssprache verwendet und die Tätigkeit christlicher Missionare war zugelassen.
Pläne für die Entkolonisierung des Sudan gingen anfänglich in die Richtung, den Südsudan als eigenes Gebiet unabhängig werden zu lassen oder auch an das südlich benachbarte Uganda anzuschließen. Auf der Juba-Konferenz von 1947 beschlossen jedoch Vertreter des Nordsudan und der Kolonialmacht Großbritannien, dass der Nordsudan bei der zukünftigen Unabhängigkeit auch die Provinzen des Südsudan zum Staatsgebiet erhalten solle. Als Ursache für diesen Kurswechsel in der Politik Großbritanniens werden die gleichzeitigen Rebellenaktivitäten in Uganda und Kenia vermutet, die sich nach Befürchtungen der Briten des Südsudan hätten bemächtigen können. Auch ein Abfall zum kommunistischen Lager wurde befürchtet. Weitere Vermutungen gehen in die Richtung, dass die USA auf die Entkolonisierung der britischen Gebiete Einfluss ausübten und darauf hinwirkten, den Südsudan dem Norden zu unterstellen, um die Sympathien der künftigen, vom Norden dominierten Regierung im Kalten Krieg zu gewinnen. Die Südsudanesen waren an dieser Entscheidung nicht beteiligt.
Aufgrund dieser Vereinbarung baute der Nordsudan Verwaltung und Militär im Südsudan aus, was zu Konflikten mit der dortigen Bevölkerung führte, die nun noch weniger an der Machtausübung im Südsudan beteiligt waren. Auch eine Beteiligung an der Verwaltung und Regierung des Gesamtgebildes Sudan war Südsudanesen weitgehend verwehrt. Als der Sudan zum Jahresanfang 1956 die Unabhängigkeit erlangte, begann ein großflächiger Bürgerkrieg zwischen Nordsudan und Südsudan.

## Der Konflikt

### Erster Bürgerkrieg
Am 18. August 1955 – und damit noch vor der Unabhängigkeit des Sudan vom anglo-ägyptischen Kondominium am 1. Januar 1956 – rebellierten Soldaten in der Stadt Torit. Damit begann der bewaffnete Widerstand des Südens gegen die Diskriminierung und Bevormundung durch den Norden. Die Aufständischen organisierten sich in der Rebellengruppe Anya-Nya. Ihr Ziel war zuerst die Autonomie des Südsudan, bald jedoch die Unabhängigkeit.
Die politischen Parteien des Nordsudan lehnten Autonomie- oder Föderalisierungsforderungen des Südens ab. Staatschef Ibrahim Abbud, der 1958 durch einen Militärputsch an die Macht kam, ging aus südsudanesischer Sicht brutal gegen die Rebellen vor, um die Einheit des gesamten Landes zu sichern. So wurden 1958–1959 zahlreiche Dörfer niedergebrannt. Häuptlinge und Clanchefs wurden getötet, und Zivilisten, denen die Kooperation mit der Anya-Nya vorgeworfen wurde, wurden inhaftiert und gefoltert.
Die Militärdiktatur endete 1964, als Abbud aufgrund öffentlichen Drucks im Norden die Macht an eine zivile Regierung unter al-Chatim al-Chalifa übergab. Eine Konferenz des Runden Tisches wurde in Khartum einberufen, um mit Vertretern des Nordens und des Südens eine Lösung des „Südproblems“ zu diskutieren, blieb aber wegen unvereinbarer Meinungsunterschiede ergebnislos. Bei den Wahlen von 1965 wurde der Süden mit der Begründung, die Sicherheitslage sei zu heikel, nicht beteiligt. Die neue Regierung der Umma-Partei unter Mahdschub verstärkte das militärische Vorgehen gegen den Süden, was den Zuspruch für die Anya-Nya und Unabhängigkeitsbestrebungen eher noch erhöhte. Die Aufständischen der Anya-Nya im Süden des Sudan wurden von 1969 bis 1971 von Israel mit Waffen, Medikamenten und Propagandamaterial versorgt. Die Motivation dafür war, die Arabische Liga nach dem Sechstagekrieg von 1967 zu schwächen. Parteiinterne Differenzen zwischen Mahdschub und Sadiq al-Mahdi und die Tatsache, dass die demokratische Regierung die Rebellion nicht unterbinden konnte, trugen dazu bei, dass 1969 Dschafar an-Numairi sich an die Macht putschte.
Numairi verkündete bald nach seiner Machtübernahme, dass er eine politische Lösung des Konflikts vorziehe, und suchte ab Ende 1971 das Gespräch mit den Rebellen. Im Februar 1972 konnte in Addis Abeba schließlich ein Waffenstillstandsabkommen unterzeichnet werden. Der Norden gewährte Autonomie und beendete so einen Konflikt, der etwa 500.000 bis 700.000 Todesopfer gefordert hatte. Dieser Zustand hielt elf Jahre an.

### Zweiter Bürgerkrieg

Öl- und Gaskonzessionen im Südsudan 2001

Anfang der 1980er Jahre kam es erneut zu Auseinandersetzungen, als der Norden schrittweise in die Autonomie eingriff. So hatte Chevron Mitte der 1970er Jahre im südsudanesischen Bentiu Erdölvorkommen entdeckt, die das Interesse des Nordens weckten. Numairi entschied alsbald, das Erdöl zur Verarbeitung nach Kusti in den Norden zu leiten, anstatt vor Ort eine Raffinerie zu errichten. Für weitere Spannungen sorgte das großangelegte Projekt des Jonglei-Kanals, das darauf hinauslief, Wasser aus dem Süden in den wasserarmen Norden zu leiten. Südsudanesische Kritiker sahen darin eine Ausbeutung des Südens zugunsten des Nordens und verwiesen auf mögliche negative Folgen für die Umwelt und die Lebensgrundlagen der betroffenen Bevölkerung, die dazu nie konsultiert worden war.
Konkreter Auslöser des zweiten Bürgerkriegs war, als im Mai 1983 Armeeeinheiten von Bor, Pibor und Fashalla den Befehl, nach Norden zu gehen, verweigerten und sich nach Äthiopien absetzten. Die Meuterer wurden am 16. Mai 1983 von Regierungstruppen angegriffen.
Auf Druck der Nationalen Islamischen Front unter Hasan at-Turabi, die der Muslimbruderschaft nahesteht, übernahm Präsident Numairi ab 1977 islamistische Positionen. Dazu gehörte die Forderung, den Süden zu islamisieren. So ließ Numairi im September 1983 für den gesamten Sudan das islamische Recht (Scharia) einführen, er erklärte sich selbst zum „Imam für den ganzen Sudan“. Entgegen dem Friedensabkommen ließ er den Süden in drei Provinzen einteilen und unterstellte die Provinz mit den Ölvorkommen direkt seiner Regierung in Khartum.

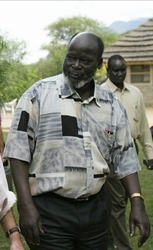
John Garang, Anführer der SPLA/M

Daraufhin gründete sich im Süden im selben Jahr die SPLM (Sudanese People Liberation Movement) mit ihrem bewaffneten Arm, der SPLA (Sudanese People Liberation Army), geleitet von Colonel John Garang. 1989 kämpften 30.000 SPLA-Kämpfer gegen 58.000 Soldaten der sudanesischen Zentralregierung, die von Saudi-Arabien und Libyen unterstützt wurde. Die SPLA kontrollierte dabei fast den ganzen Süden des Sudans, bis auf die Garnisonsstädte Malakal, Wau und Juba.
Anfang 1989 gelang es nach zähen Verhandlungen der internationalen Gemeinschaft, Präsident Sadiq al-Mahdi so weit Zugeständnisse abzuringen, dass die Operation Lifeline Sudan zur Versorgung der hungernden Bevölkerung innerhalb der Kriegsgebiete anlaufen konnte. Der sich eben abzeichnende Beginn eines Friedensprozesses wurde durch den Staatsstreich von Omar al-Baschir am 30. Juni 1989 zunichtegemacht.
Wie im Verlauf des Bürgerkrieges Kämpfe um knappe Ressourcen entlang ethnischer Trennlinien ausgetragen wurden, zeigt sich besonders am Beispiel von El Diein (Ed Daein), einer Kleinstadt an der Bahnlinie östlich von Nyala. Der Ort war früher einer der Umschlagplätze für Sklaven, wurde wegen des 2003 ausgebrochenen Darfur-Konflikts Ende 2007 von USAID als für Hilfsorganisationen besonders gefährlich eingestuft und war 20 Jahre zuvor, Anfang 1987, Schauplatz eines Massakers. Bis Mai 1986 waren 17.000 Dinka aus dem Süden in das vermeintlich ruhige El Diein geflohen, wo es an den knappen Wasserstellen gelegentlich Streit mit den ansässigen Fur und Zaghawa gab. Zur Eskalation kam es, als Baggara im Januar 1987 Dinka-Dörfer überfielen. SPLA-Kämpfer griffen daraufhin diese arabischen Milizen an, töteten über 150 Baggara und brachten 4000 Rinder wieder in Dinka-Besitz. Am 27. März 1987 griff zunächst eine Gruppe bewaffneter Baggara Dinka an, die sich in einer Kirche versammelt hatten. Es bildete sich ein Mob, der durch Dinka-Stadtviertel wütete und mit Stöcken auf die Fliehenden einschlug. Am nächsten Tag wurde Feuer an einen zur Abfahrt bereiten und mit Dinka vollbesetzten Zug gelegt. UNICEF schätzte die Zahl der Todesopfer auf bis zu 1500, Amnesty International bestätigte später 426 getötete Dinka. Davon waren die meisten Frauen und Kinder.
Bis 1991 schaffte es die SPLA, beinahe den gesamten Südsudan zu kontrollieren, dennoch verschob sich die militärische Lage zuungunsten der SPLA, da im benachbarten Äthiopien nach dem Sturz der sozialistischen Regierung die sudanesischen Flüchtlingslager, die eine Versorgungsbasis der SPLA gewesen waren, aufgelöst und 100.000 Sudanesen zur Rückkehr in den Sudan gezwungen wurden. Deren Versorgung musste nun dezentral und mitten im Kriegsgebiet erfolgen. Zudem kam es zur Abspaltung einzelner Gruppen von der SPLA. Am 28. August 1991 hatte sich in Nasir eine militante Fraktion der Nuer als Nasir-Fraktion von Garang, der zu den Dinka gehörte, losgesagt, angeblich aus Unzufriedenheit, weil Garang sein demokratisches Konzept in den „befreiten Gebieten“ nicht durchsetzen konnte. Zwischen beiden Volksgruppen soll es daraufhin zu ebensolchen Grausamkeiten gekommen sein wie zwischen „Arabern“ und Schwarzafrikanern. Da die Regierung in Khartum die Nuer mit Waffen versorgte, wurden die interethnischen Konflikte in der Region um Bor noch geschürt. Am 22. Januar 1992 haben nach einem Augenzeugenbericht „tausend Mann mit moderner Infanteriebewaffnung“ (SPLA-Kämpfer der Nuer) vier Dörfer der Dinka dem Erdboden gleichgemacht. Einer der drei rebellierenden SPLA-Offiziere von Nasir, Riek Machar, wurde den Nuer gegenüber als neuer Messias ausgegeben. Insgesamt wurde die Zahl der getöteten Dinka um Bor auf über 1000 geschätzt, ein Großteil des Rinderbestandes (50.000 bis 100.000 Tiere) soll ebenfalls getötet oder geraubt worden sein, was zu einer Hungersnot führte.
1992 startete die Regierung in Khartum eine Gegenoffensive und konnte die Rebellen teilweise zurückdrängen. Im Februar 1993 kam als dritte Rebellenfraktion die von Kerubino Kwanyin Bol hinzu. Er war einer der Gründer der SPLA und zweiter Kommandant gewesen. 1987 wurde er von Garang verhaftet, Ende 1992 gelang ihm die Flucht und mit Unterstützung der Regierung beteiligte er sich Anfang 1993 an Angriffen auf Zivilisten und Plünderungen. Auch hier forderten Schießereien unter den Rebellen zu dieser Zeit mehr Todesopfer als der Kampf gegen den Norden. April 1993 vereinigten sich die abgespaltenen Gruppen wieder. Ende 1993 kontrollierte die Regierung wieder fast alle größeren Städte des Südens. Das Jahr 1996 wird als Höhepunkt der Kooperation zwischen der sudanesischen Regierung und der ugandischen Rebellenbewegung Lord’s Resistance Army (LRA) gesehen, die für ihre Angriffe gegen zivile Ziele im Süden nach Einschätzung von Menschenrechtsorganisationen bis um 2005 Unterstützung aus Khartum erhalten haben dürfte.
Eine erneute Wende nahm der Konflikt, als sich die SPLA im Juni 1995 mit der NDA (National Democratic Alliance) verbündete. Die NDA war ein Bündnis verschiedener Oppositionsgruppen des Nordens. Die NDA bestand zwar aus einzelnen Gruppen mit höchst unterschiedlichen Interessen, hatte jedoch als gemeinsames Ziel die Beseitigung der islamischen Diktatur in Khartum unter Omar al-Baschir, der mittlerweile sudanesischer Regierungschef geworden war. Bis 1996 errang die Allianz bedeutende Gebietsgewinne.
Im Jahr 1999 gab die Regierung erstmals dem Druck nach und beschloss die Wiedereinführung eines Mehrparteiensystems. Daraufhin verließ im Jahr 2000 die erste Oppositionsgruppe die NDA und wechselte ins Regierungslager. Seit der Einführung des Mehrparteiensystems verlor die NDA mehr und mehr an Macht. Sie ist mittlerweile bedeutungslos.
Nach Abschluss des Bürgenstock-Abkommens im Januar 2002, das den Bürgerkrieg in den Nuba-Bergen beendete, stimmte die Regierung unter Druck der USA schließlich Friedensgesprächen mit der SPLA zu. Von 2003 bis 2004 trafen sich immer wieder Vertreter der Regierung und der SPLA in Nairobi zu Verhandlungen.
Im Januar 2005 wurde schließlich ein Durchbruch erzielt. Nach 22 Jahren Bürgerkrieg zwischen dem überwiegend naturreligiös-christlichen Süden und dem muslimischen Norden wurde der abschließende Teil des Naivasha-Abkommens unterzeichnet.

## Das Friedensabkommen
In dem 2005 zwischen der Regierung und der SPLA geschlossenen Friedensabkommen einigte man sich auf die Schaffung einer autonomen Region Südsudan, die von der SPLM weitgehend selbständig verwaltet werden soll. Die Scharia wurde im Süden außer Kraft gesetzt und soll im Norden nur noch für Muslime Anwendung finden. Die Einnahmen aus den Ölvorkommen im Südsudan würden zu gleichen Teilen dem Süden und dem Norden zukommen. Die teils umstrittenen Grenzen zwischen Nord- und Südsudan sollten festgelegt werden. Des Weiteren wurde für den gesamten Sudan die Bildung einer Regierung der nationalen Einheit festgelegt, an der die Regierungspartei National Congress Party (NCP) und die SPLM gleichberechtigt beteiligt sein würden. Der Führer der SPLM übernahm dabei das Amt des Vizepräsidenten. Die United Nations Mission In Sudan UNMIS überwachte die Einhaltung des Friedens. Für 2011 wurde eine Abstimmung angesetzt, in der die Südsudanesen zwischen Unabhängigkeit und dem Verbleib im Gesamtsudan entscheiden würden.

## Ergebnisse und Folgen
Als Folge der Auseinandersetzungen litt die Zivilbevölkerung unter Hungersnöten, der Verschleppung von Zivilisten als Sklaven in den Nordsudan, Vertreibung und Zerstörung der Lebensgrundlagen. Die große Hungersnot 1998 wurde von den Konfliktparteien instrumentalisiert, wenn nicht gar zum Teil bewusst herbeigeführt. Die SPLA von Kerubino Kwanyin Bol, die im Norden von Bahr al-Ghazal operierte, wurde in dieser Zeit erneut von Khartum unterstützt.

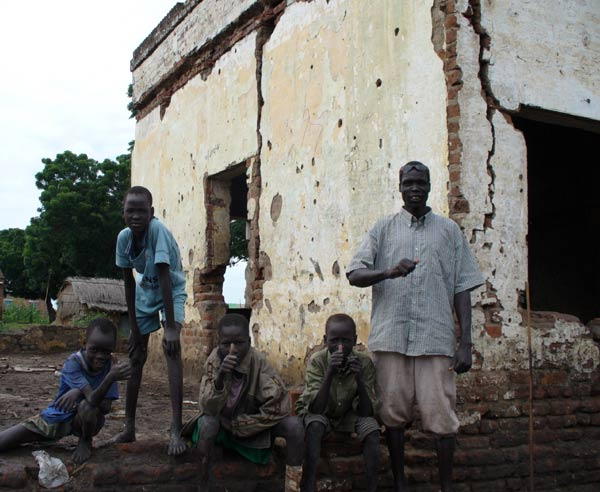
Zerstörtes Gebäude in Nasir, Südsudan

Insgesamt wird die Zahl der Todesopfer durch den Bürgerkrieg im Südsudan auf mehr als zwei Millionen geschätzt, die meisten davon südsudanesische Zivilisten. Vier Millionen Südsudanesen wurden vertrieben und kehren seit dem Kriegsende allmählich wieder zurück. Die Versorgung der Rückkehrer stellt ein Problem dar, da die Landwirtschaft des Südsudan ebenfalls durch den Krieg stark beeinträchtigt wurde und die Nahrungsmittelreserven gering sind. Die ohnehin spärliche Infrastruktur des Südens wurde weitgehend zerstört.
Seit Abschluss des Friedensabkommens kam es mehrfach zu Zusammenstößen zwischen Truppen des Nordens und des Südens – die schwersten Kämpfe ereigneten sich im Mai 2008 in dem Abyei-Gebiet –, diese weiteten sich aber nicht zum erneuten Krieg aus. Seit 2009 hat das Abyei-Gebiet einen administrativen Sonderstatus und gehört sowohl zum Sudan als auch zum Südsudan.
Durch den Beginn der Friedensgespräche mit dem Südsudan fühlte sich die schwarzafrikanische Bevölkerung in Darfur noch weiter vernachlässigt. 2003 verübte die JEM den ersten Anschlag des andauernden Darfur-Konflikts. Seit Abschluss des Friedensvertrages wuchs die Unzufriedenheit der Bevölkerung im Grenzgebiet der Nuba-Berge. Diese beklagt, vom Norden und Süden übergangen worden zu sein. Hingegen führten mehrere Friedensverträge 2006 und 2007 zu einer Entspannung des Konflikts im Ostsudan.
Entsprechend dem Friedensabkommen wurde im Januar 2011 das Unabhängigkeitsreferendum im Südsudan 2011 durchgeführt, in dem sich knapp 99 % der Abstimmenden für die Unabhängigkeit aussprachen. Am 9. Juli 2011 wurde der Südsudan unabhängig.

## Humanitäre Krise 2011
Das Flüchtlingskommissariat der Vereinten Nationen (UNHCR) berichtete, dass seit der Unabhängigkeit Kämpfe zwischen sudanischen und südsudanesischen Truppen in den sudanesischen Bundesstaaten Südkorofan und Blauer Nil 200.000 weitere Menschen in die Flucht zwangen.
Diese Welle von Flüchtlingen und Binnenflüchtlingen, eine große Anzahl weiterer Flüchtlinge aus dem Kongo und anderen Nachbarstaaten sowie andauernde Probleme der Nahrungsmittelversorgung führten zu einer Hungerkatastrophe und humanitären Krise. Das UNHCR leitet die Hilfsmaßnahmen vor Ort. Die Kosten für das Hilfsprogramm im Jahr 2012 betrugen 84 Millionen Dollar, im Jahr 2013 werden sie auf 220 Millionen Dollar geschätzt. Die EU trug einen Teil der Kosten und finanzierte weitere Hilfsprogramme im Wert von 385 Millionen Euro.